# Ivan Radeljić
Ivan Radeljić est un footballeur international bosnien d'origine croate, né le 14 septembre 1980 à Imotski, Croatie devenu entraîneur.

## Carrière
En décembre 2007, il signe un contrat de 3 ans avec le FC Energie Cottbus.